# Bamboo Airways
Bamboo Airways je vietnamská letecká společnost vlastněná společností FLC Group. Provoz zahájila 16. ledna 2019, když začala létat na 37 linkách po Vietnamu se základnami v Hanoji, Ho Či Minově Městě a Da Nangu.
Společnost plánovala do konce roku 2019 rozšířit provoz do Japonska, Jižní Korey a Singapuru a do konce roku 2021 pak začít provozovat dálkové lety do Spojených států amerických a Evropy, včetně Prahy. Mnohé plány včetně letů do Prahy musely Bamboo Airways z důvodu koronavirové pandemie ale zrušit.

## Flotila
Flotila společnosti se k 6. dubnu 2019 skládala ze 7 pronajatých letadel.
V březnu 2018 aerolinka objednala 24 letadel Airbus A321neo (v konfiguraci se dvěma třídami) a v polovině téhož roku pak 20 letadel Boeing 787-9 (v konfiguraci se třemi třídami). Ty bude dostávat od výrobce pravděpodobně v období od dubna 2020 do konce roku 2021. Do roku 2022 společnost výhledově plánuje mít 60 letadel A320 a A321 a 30 letadel Boeing 787-9. V únoru 2020 oznámily Bamboo Airways, že mají v plánu objednat 12 letadel typu Boeing 777x, které využijí především na dálkové linky do USA.
| Letadlo        | Počet | Objednávky | Cestující | Cestující | Cestující | Cestující | Poznámky                                 |
| Letadlo        | Počet | Objednávky | F         | C         | Y         | Celkem    | Poznámky                                 |
| -------------- | ----- | ---------- | --------- | --------- | --------- | --------- | ---------------------------------------- |
| Airbus A319    | 1     | —          | —         | 8         | 120       | 128       |                                          |
| Airbus A320    | 9     | 1          | —         | 8         | 162       | 170       | Tři jsou pronajaté od Freebird Airlines. |
| Airbus A320neo | 5     | —          | —         | 8         | 162       | 170       |                                          |
| Airbus A321    | 3     | —          | ?         | ?         | ?         | ?         |                                          |
| Airbus A321neo | 4     | 46         | —         | 8         | 196       | 204       |                                          |
| Airbus A321neo | 4     | 46         | —         | —         | 198       | 198       |                                          |
| Boeing 787-9   | 3     | 27         | —         | 26        | 268       | 294       |                                          |
| Boeing 787-9   | 3     | 27         | 4         | 24        | 274       | 302       |                                          |
| Celkem         | 25    | 74         |           |           |           |           |                                          |